# Raión de Zhiriátino
El raión de Zhiriátino (ruso: Жиря́тинский райо́н) es un distrito administrativo y municipal (raión) ruso perteneciente a la óblast de Briansk. Se ubica en el centro-norte de la óblast. Su capital es Zhiriátino.
En 2021, el raión tenía una población de 6661 habitantes.
El territorio del raión es completamente rural. Comprende un conjunto de áreas rurales ubicadas entre 20 y 50 km al oeste de la capital regional Briansk. Su principal curso de agua es el río Súdost.

## Subdivisiones
Comprende tres asentamientos rurales: Vorobeinia, Zhiriátino (la capital) y Morachovo. Estas tres entidades locales suman un total de 77 localidades.